# Avtekologija
Avtekologija je področje v ekologiji, ki preučuje odvisnost med organizmom in okoljem ter kako organizem vpliva na okolje in okolje nanj. Tudi druge biološke vede, kot so fiziologija, morfologija, anatomija in embriologija, se uporabljajo za spoznanja pri avtekologiji, ki pa tudi sama podpira druge vede, kot je kmetijstvo in gozdarstvo.